# Зелёные дятлы
Зелёные дятлы (лат. Picus) — род птиц семейства дятловых, обитающих в Европе, Азии и Северной Америке.
Крупные дятлы, как правило, с зелёным оперением в брюшной части. Обитают в лесистой местности либо перелесках. Гнездо устраивают в дуплах деревьев, при этом в качестве подстилки для гнезда используют древесную труху. Кладка состоит из белых яиц. Питаются в основном насекомыми; рацион некоторых видов составляют преимущественно муравьи или термиты. Другие птицы также употребляют в пищу плоды растений или яйца других птиц. Насекомых ловят быстрым ударом клюва либо длинным липким языком.
По сравнению с другими дятловыми зелёные дятлы являются менее древесными птицами и часто ищут себе прокорм на земле — в муравейниках либо термитниках.

## Классификация
Виды:
- Picus chlorolophus — Малый желтохохлый зелёный дятел
- Picus puniceus — Краснокрылый зелёный дятел
- Picus viridanus — Полосатобрюхий зелёный дятел
- Picus vittatus — Сетчатобрюхий зелёный дятел
- Picus xanthopygaeus — Малый чешуйчатый зелёный дятел
- Picus squamatus — Чешуйчатый дятел
- Picus awokera — Японский зелёный дятел
- Picus viridis — Зелёный дятел
- Picus sharpei
- Picus vaillantii —  Левайлантов зелёный дятел
- Picus rabieri — Ошейниковый зелёный дятел
- Picus erythropygius — Краснопоясничный зелёный дятел
- Picus canus — Седой дятел
- Picus dedemi